# Martin Pumphut

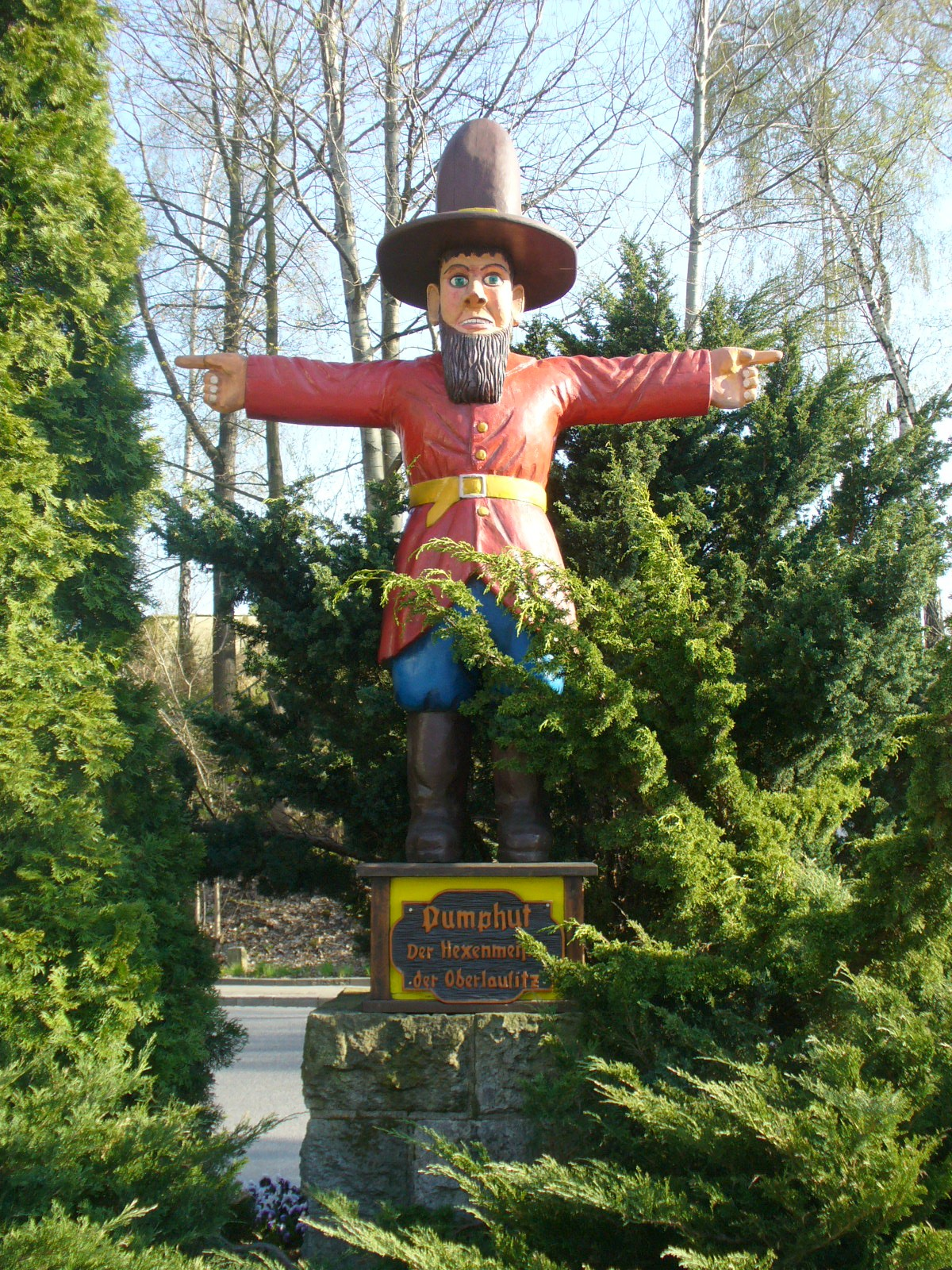
Pumphut-Figur in Wilthen

Martin Pumphut (obersorbisch Pumpot; auch Pumphutt, Bumbhutt, Pumpan, Punpan oder Pumpfuß) ist eine Sagengestalt aus der Oberlausitz. Er wird meist als Müllerbursche mit spitzem Hut porträtiert und verfügt über große magische Fähigkeiten. Dies brachte ihm auch den Beinamen Hexenmeister der Oberlausitz ein.

## Inhalt der Sage
Pumphut wuchs in Spohla als Sohn zweier Leibeigener des Klosters St. Marienstern auf. Sein Vater Jan Niemec war ein Deutscher, der eine sorbische Bäuerin geheiratet hatte. In seiner frühen Kindheit leckte ihn eine Schlange am Auge, so dass er hellsichtig wurde. In seiner Jugend erlernte er das Müllerhandwerk und nebenbei die Magie. Nach seinen Lehrjahren begab er sich auf die Walz.
Seine Zauberkräfte setzte er ein, um gegen habgierige Müllermeister vorzugehen und anderen Müllerburschen zu helfen. Er streifte als armer Bursche umher, suchte die Mühlen in der sorbischen Gegend auf und trieb dort allerhand Schabernack. Wurde er gut behandelt, so dankte er es den Müllern. Behandelte der Meister jedoch seine Gesellen schlecht, so rächte er sich am Müller. Er konnte beispielsweise den Mühlstein stehen lassen oder das Getreide verzaubern.
Seine magische Kraft kommt von einem Zauberhut, der spitz zuläuft und eine breite Krempe hat. Der Hut ist auch der Namensgeber von Pumphut, da damals die Pumpenbauer solche Hüte trugen.
Der wandernde Müllerbursche Martin Pumphut konnte der Sage nach „auf Heupferdchen durch die Luft reiten, Mäuse machen und, aus einem Naseloch blasend, alle Windmühlen bei Dresden in Bewegung setzen“.
Im Ursprung war Pumphut ein Kobold, der erst später durch den Volksmund zu einem Hexenmeister geadelt wurde. Illustrationen weisen auf eine Verbindung zur Teufelsgestalt hin. Der spätere Pumphut trägt Züge von Doktor Faust und Till Eulenspiegel.

## Verbreitung
Die Sage ist sorbischen Ursprungs und innerhalb von Sachsen weit verbreitet. Jacob Grimm beschrieb in seinem Werk Deutsche Mythologie Pumphut als einen Kobold, der sich lange in der Gegend von Pausa umtrieb und auch in Westfalen verbreitet sei.
Die Sagen von Martin Pumphut als einer mit dem Müllergewerbe verbundenen dämonischen Gestalt waren in ganz Deutschland verbreitet. In Hildesheim war er beispielsweise als Kobold Hütchen bekannt.
Über den historischen Pumphut ist wenig bekannt. Als sicher gilt, dass er sich 1626 dem Feldherren Albrecht Wenzel von Wallenstein anschloss. Geburts- und Todesdatum sind unbekannt. Es handelte sich vermutlich um einen Scharlatan, der als Zauberer wirkte und sich so seinen Lebensunterhalt verdiente. Ob er den Dreißigjährigen Krieg überlebte, ist ebenfalls unklar.
Ein weiterer Bezugspunkt ist der „Alte Dessauer“ Leopold I., den die Sage mit Pumphut in Verbindung bringt:
So soll Pumphut nach Berlin gekommen sein und dort in der Spree geangelt haben, was der König verboten hatte. Als der Alte Dessauer Pumphut angeln sah, befahl er daher einem Schützen, mit Schrot auf ihn zu schießen. Pumphut aber fing die Schrotkörner mit der Hand auf. Als er am nächsten Tag wieder angelte, ließ der Alte Dessauer eine goldene Kugel gießen und damit auf den angelnden Pumphut schießen. Der fing die Kugel mit seinem Hut auf. Dadurch merkte der Dessauer, dass Pumphut ein Zauberer war und sie wurden Freunde.
Mehrere Figuren und Wahrzeichen lassen sich in der Oberlausitz finden.

### Spohla
Pumphuts Geburtsort widmete der Sagenfigur eine Stele und Teile des Kinderspielplatzes. Auch eine Gedenktafel erinnert an ihn.
Von 2001 bis 2004 und 2007 fanden hier die Pumphut-Tage statt, an denen sich Heimatforscher und Volkskundler zum Gedankenaustausch trafen.

### Wilthen
Am 19. August 1939 wurde die erste Pumphutfigur in der Gemeinde Wilthen aufgestellt. Die Holzskulptur zeigt Pumphut in Mannesgröße. Beide Arme sind zur Seite ausgestreckt, der linke Zeigefinger zeigt auf das Wilthener Tal. Franz Rosche, ein Krippenschnitzer, fertigte das zwei Meter hohe Werk im Auftrage des Wilthener Heimat- und Gebirgsvereins. Diese erste Figur wurde mehrmals vandaliert und in den 1950ern von Hans Thuma restauriert. Die Figur wurde dann im Dorf aufgestellt. Seit 1994 befindet sie sich im Foyer der Heimatstube in Wilthen. Herbert Michalz schuf eine zweite Figur, die im März 1993 aufgestellt wurde. 1998 wurde eine dritte Figur am Pass aufgestellt. Die drei Figuren werden durch einen Ringwanderweg verbunden.
Die Gemeinde hat eine enge Beziehung zur Sagenfigur und ernannte ihn sogar zum Ehrenbürger. Die Waldgaststätte Jägerhaus begeht jährlich am 19. August ein „Pumphut-Fest“.

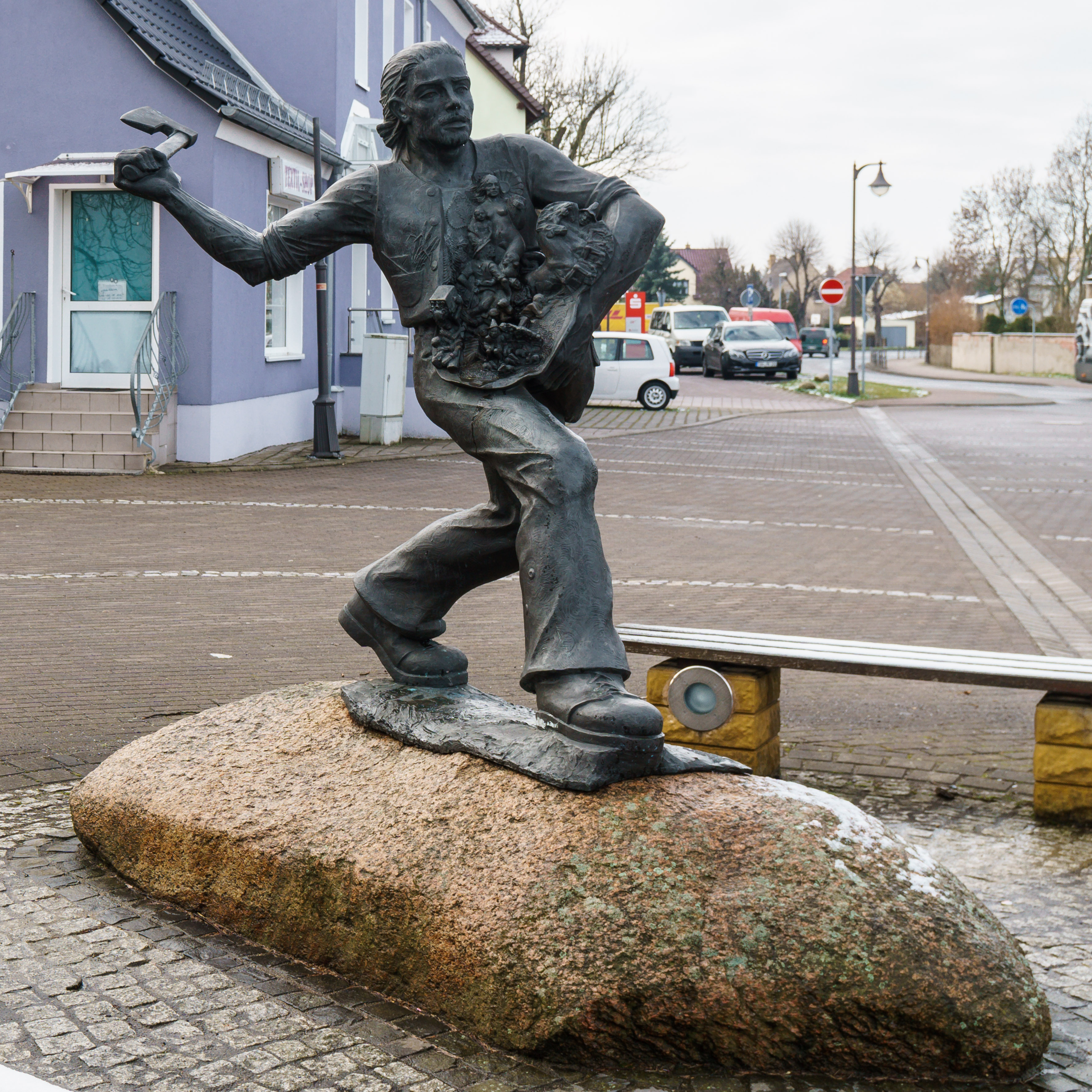
Pumphut-Statue in Mockrehna
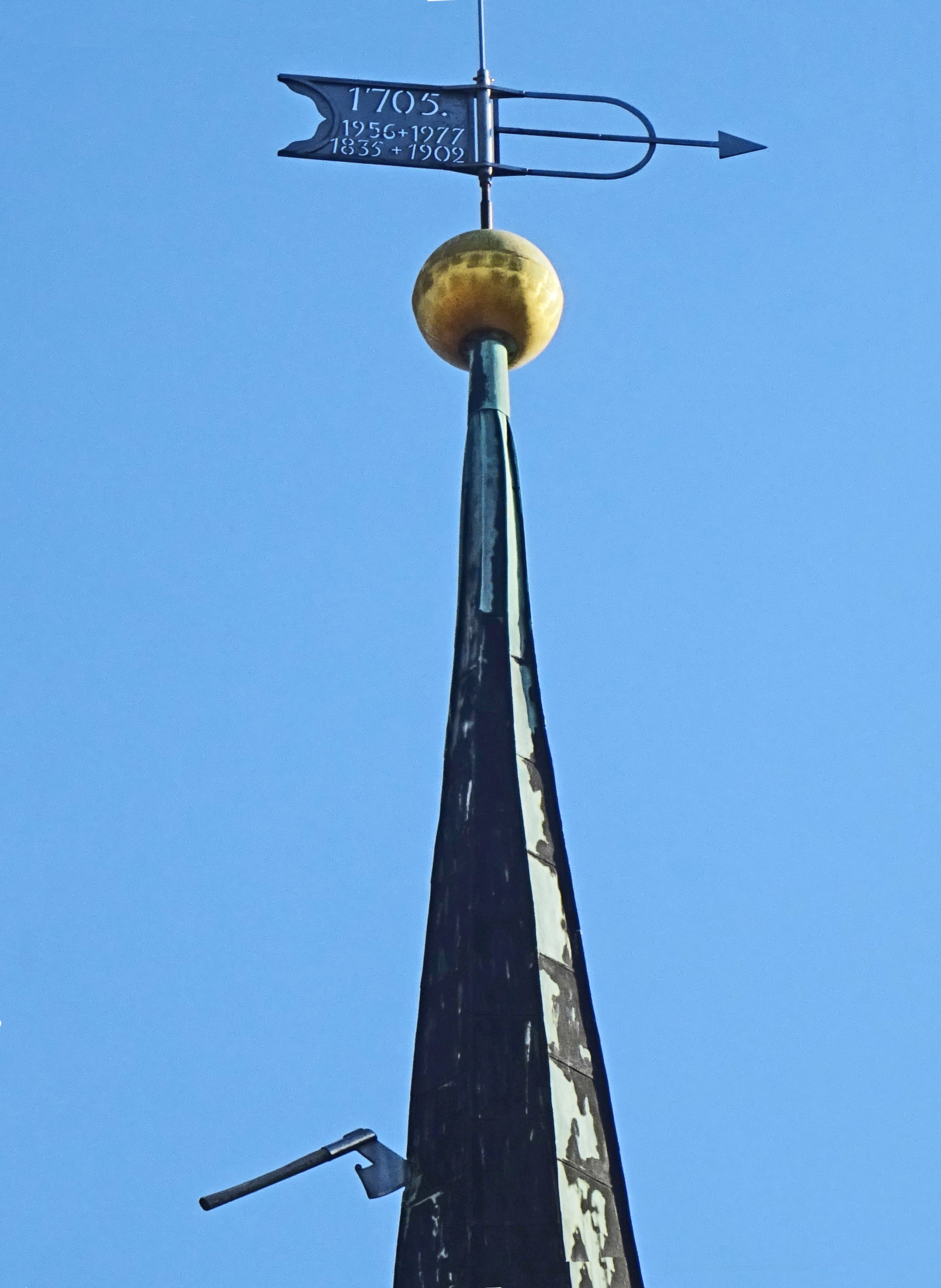
Das Beil im Kirchturm Mockrehna …
… und im Wappen von Mockrehna

### Mockrehna
Das Wahrzeichen der Gemeinde Mockrehna ist ein altes Zimmermannbeil, das angeblich Pumphut gehörte. Er soll es um 1705 in den Kirchturm der Kirche Mockrehna geworfen haben, wo es noch heute steckt. Seine Bronzefigur nahe der Kirche auf dem Dorfplatz erinnert an die Sage wie auch das Beil im Wappen der Gemeinde. Auch die Grundschule in Mockrehna trägt Pumphuts Namen.

### Wethau
Im Burgenlandkreis wird Pumphut mit dem Donnergott Donar in Verbindung gebracht. In Wethau zeugt ein Nagelstein von dieser Verbindung. Einer Sage nach soll Pumphut während eines Gewitters in diesen Stein mit dem Hut Nägel eingeschlagen haben.

### Dörgenhausen
Der Ortsteil Dörgenhausen in Hoyerswerda widmete Pumphut eine Kindertagesstätte mit dem Namen „Pumpot“.

### Kyjov
In Kyjov am Anfang des Khaa-Tales in Tschechien steht die sagenumwobene Dixmühle, in der Pumphut auch gewirkt haben soll. Mehrere Figuren und Gedenksteine erinnern an den Zauberer. Im nahegelegenen Krásná Lípa (Schönlinde) gibt es seit 2024 einen Escape Room namens Pumphutova mlýnice (Pumphuts Mahlstube), der durch die Sage inspiriert ist.

## Literarische Rezeption
Pumphutgeschichten finden sich in zahlreichen Sagenbüchern. Martin Nowak-Neumann vermischte 1954 Pumphut mit der sorbischen Krabat-Sage für sein Werk Mišter Krabat.
Otfried Preußler widmete zwei Kapitel seines Buches Krabat Pumphut. In einem Kapitel wird von einem der Müllerburschen eine eigene Geschichte erzählt und einmal besucht Pumphut selbst die Mühle, in der Krabat sich befindet. 1981 veröffentlichte er zudem das Kinderbuch Pumphutt und die Bettelkinder zusammen mit Zdeněk Smetana.